# Catamecia kordofana
Catamecia kordofana là một loài bướm đêm trong họ Noctuidae.